# The Caller
Pour plus de détails, voir Fiche technique et Distribution.
The Caller est un film britannique réalisé par Matthew Parkhill et sorti en 2011.

## Fiche technique
- Titre : The Caller
- Réalisation : Matthew Parkhill
- Scénario : Sergio Casci
- Photographie : Alexander Melman
- Montage : Gabriel Coss
- Décors : Guifre Tort Ortiz
- Sociétés de production : Alcove Entertainment - Head Gear Films - Metrol Technology Pimienta - The Salt Company International
- Pays d'origine :   Royaume-Uni
- Genre : Thriller
- Durée : 92 minutes
- Dates de sortie : 
  - Suisse : juillet 2011 (Festival international du film fantastique de Neuchâtel)
  - Porto Rico : 1er septembre 2011
  - Mexique : 22 février 2013

## Distribution
- Rachelle Lefevre : Mary Kee
- Stephen Moyer : John Guidi
- Lorna Raver : Rose Lazar
- Ed Quinn : Steven Campbell
- Luis Guzmán : George

## Sélections
- Festival international du film fantastique de Neuchâtel 2011[1]
- Festival international du film fantastique de Gérardmer 2012[2]